# Galactorreia
Galactorreia (pré-AO 1990: Galactorréia) ou lactorreia (pré-AO 1990: lactorréia) (do grego antigo, galacto- leite e -rrhea fluxo) é a produção de leite fora do período pós-parto de lactação. A galactorreia também pode ocorrer em homens e a qualquer idade, inclusive em recém nascidos. Afeta entre 5 e 32% das mulheres, dependendo da definição.

## Causas
Galactorreia pode ocorrer como resultado da desregulação de certos hormônios. As causas hormonais mais frequentemente associadas à galactorreia são níveis elevados de prolactina (hiperprolactinemia) ou níveis elevados de Hormônio estimulante da tiroide (TSH) ou Hormônio liberador de tireotrofina (TRH). Os níveis elevados podem ser causados por fármacos ou tumores secretores de hormônios como um prolactinoma na hipófise. Nenhuma causa óbvia é identificada em cerca de metade dos casos.
Pode ser consequência do uso de diversos medicamentos como domperidona, metoclopramida, anticoncepcionais, anti-hipertensivos (como metildopa) e antipsicóticos (como risperidona), opioides que também podem causar aumento das mamas (ginecomastia) e inibir a menstruação (amenorreia).

## Tratamento
Se o problema é medicamentoso é resolvido mudando-se a medicação. Dopaminérgicos inibem a produção de prolactina, logo encerram a lactância. Se o problema é um tumor, pode ser removido cirurgicamente.
Em recém-nascidos é normal, causado pelos hormônios da mãe e não precisa de tratamento.